# Jagger Eaton
Jagger Jesse Eaton (Mesa, Arizona, 21 de febrero de 2001) es un patinador profesional estadounidense que actualmente compite en competencias de calles y anteriormente fue el competidor más joven de los X Games, hasta que Gui Khury rompió su récord. En 2021, ganó la primera medalla olímpica de patinaje, ganando un bronce en la competencia callejera masculina en los juegos olímpicos Tokio, Japón. Es hijo de Shelly Schaerer, miembro del equipo nacional de gimnasia de los Estados Unidos de 1985 a 1989.

## Biografía
Eaton y su hermano Jett (dos años mayor que él) son los hijos de Geoff Eaton, propietario de Kids That Rip (KTR) Skateboard School, una escuela que entrena a varios competidores junior de X Games. Ambos hermanos comenzaron a patinar bajo la tutela de su padre a una edad temprana, y Eaton comenzó a los cuatro años.